# کرم‌نما

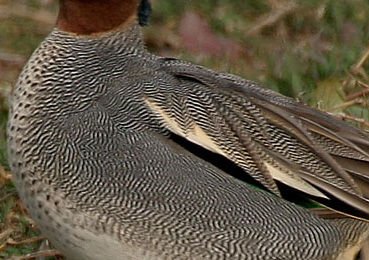
نمای نزدیک از یک خوتکای معمولی که الگوی کرم‌نما را در پرهای آن نشان می‌دهد.

کرم‌نمایی یا کرم‌نشان (به انگلیسی: Vermiculation) یک الگوی سطحی از خطوط متراکم اما نامنظم است که از کلمه لاتین vermiculus به معنای «کرم کوچک» نامیده می‌شود زیرا شکل‌ها شبیه کرم‌ها، یا ردهای کرم در گل یا ماسه نمناک است. این واژه ممکن است در تعدادی از زمینه‌ها برای الگوهایی استفاده شود که اشتراک کمی دارند. واژهٔ صفتی کرم‌نما vermiculated بیشتر از واژهٔ اسمی Vermiculation به کار می‌رود.
کرم‌نمایی به‌طور طبیعی در الگوهای گونه‌های مختلف، به عنوان مثال در پرهای پرندگان خاص، رخ می‌دهد که ممکن است استتار یا تزئین را برای آن‌ها فراهم کند. چندین گونه از این ویژگی نام‌گذاری شده‌اند، چه به زبان انگلیسی و چه به زبان لاتین vermicularis.

## گونه‌ها با نام «کرم‌نما»
چندین گونه از جغدها به دلیل الگوهای رنگی آنها نام‌گذاری شده‌اند.

- جغد ماهیگیر ورمیکوله (Scotopelia bouvieri)، یک گونه جغد در آفریقا
- جغد ورمیکوله یا جغد خاکستری (Bubo cinerascens)، یک گونه جغد
- جغد جیغ‌کش کرم‌نما (Megascops guatemalae)، گونه جغد

دیگر

- فرشته‌ماهی کرم‌نما، یک فرشته دریایی Chaetodontoplus
- طوطی‌ماهی کرم‌نما
- حشره‌خوار کرم‌نما یا زانتیپ (Crocidura xantippe)، آفریقا
- قورباغه درختی کرم‌نما (Leptopelis vermiculatus)، آفریقا
- خرگوش‌ماهی کرم‌نما (Siganus vermiculatus) که با نام خرگوش‌ماهی ماز نیز شناخته می‌شود، گونه‌ای خرگوش‌ماهی است.

## کاربردهای دیگر
- آتروفودرمی ورمیکوله (Atrophodermia vermiculata) یک بیماری پوستی ژنتیکی است
- شکلی از روستیک (معماری)

بافت سنگ میرمکیت از توده‌های کرم‌مانند کوارتز و فلدسپات تشکیل شده است.